# Mengenumwerter

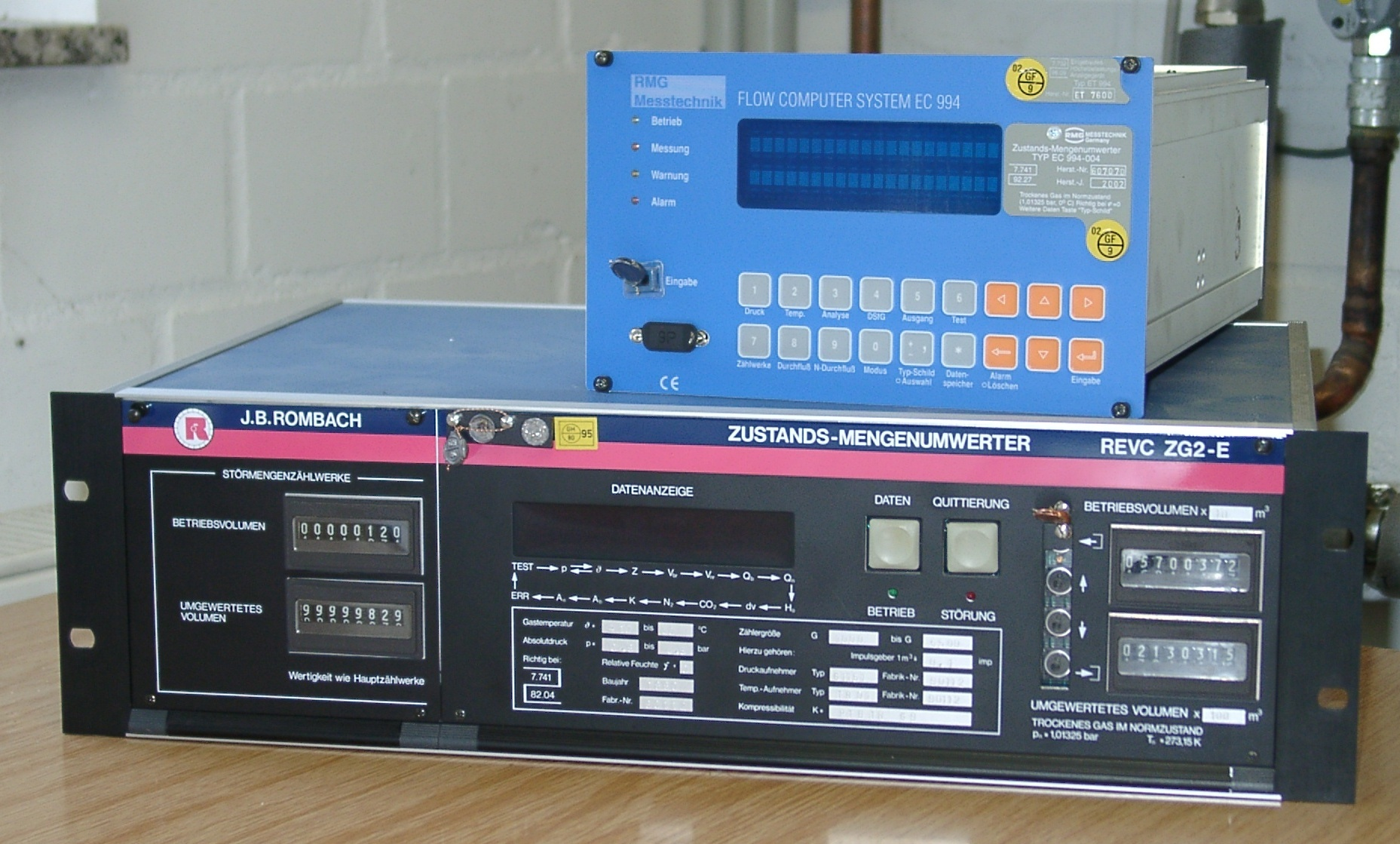
Zwei Mengenumwerter, der untere von 1990 und der obere in elektronischer Bauart von 2002

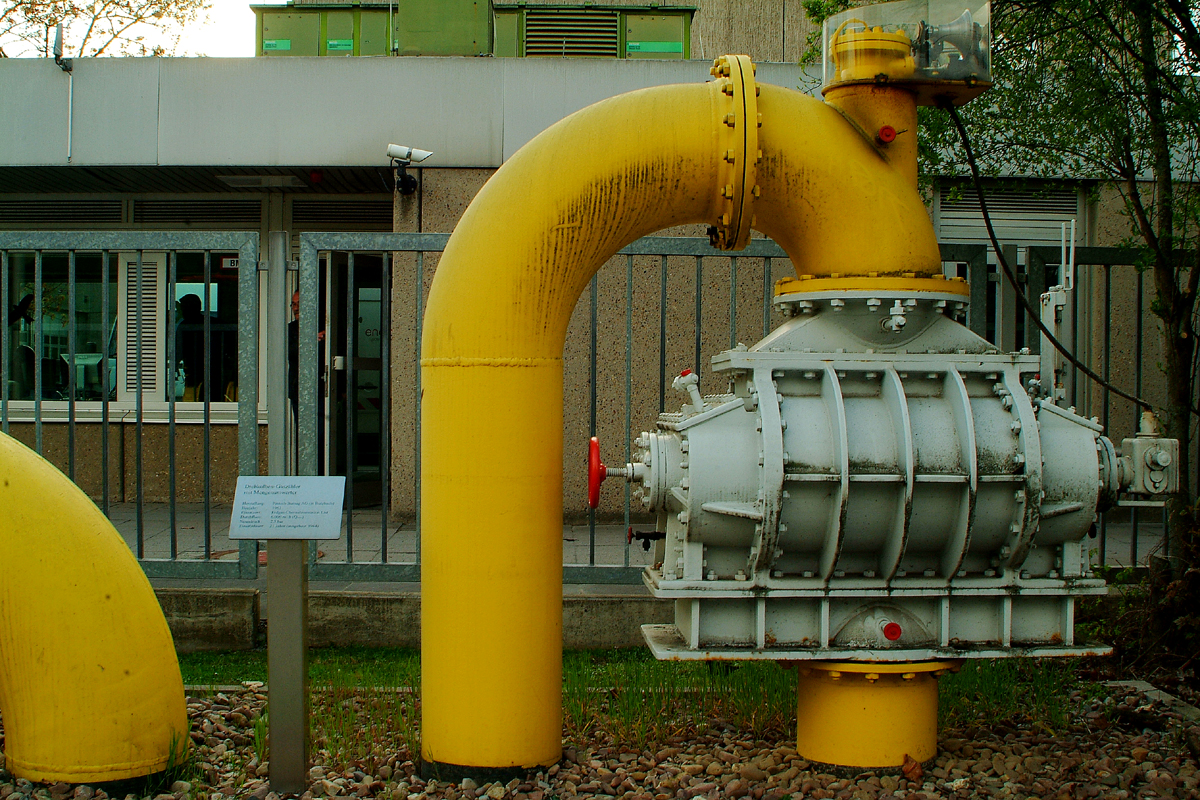
Drehkolbenzähler mit aufgebautem Mengenumwerter, der an höchster Stelle sitzt

Ein Mengenumwerter (englisch volume conversion device) ist ein Messgerät, das aufgrund des Messergebnisses im Betriebszustand den Gas-Volumenstrom im Normzustand berechnet.
Der Mengenumwerter ermittelt aufgrund der Messung von Menge, Temperatur und Druck des zu messenden Mediums im Betriebszustand den Volumenstrom bei Standardbedingungen. Die durch Verrechnung mit der Zustandszahl ermittelte Menge wird in Normkubikmetern angegeben. Durch Multiplikation mit dem spezifischen Brennwert kann nun auch die Energie ermittelt werden.

## Anwendung
In Gasnetzen wird beim Kunden in den Leitungen das Volumen durch einen Gaszähler bestimmt, der das Volumen erfasst. Wenn der Druck wesentlich vom üblichen Netzdruck abweicht, wird ein Mengenumwerter eingebaut, der auf die Standardbedingungen korrigiert.